# Uvaroviola multispinosa
Uvaroviola multispinosa är en insektsart som beskrevs av Bei-bienko 1930. Uvaroviola multispinosa ingår i släktet Uvaroviola och familjen gräshoppor. Inga underarter finns listade i Catalogue of Life.